# Улица Сатпаева (Алма-Ата)
Улица Сатпаева (каз. Сәтбаев көшесі) — улица в Алматы, находится в Медеуском, Бостандыкском и Ауэзовском районах, проходит с востока на запад от улицы Луганского до улицы Щепеткова. На участке между проспектом Достык и улицей Желтоксан (бывшая улица Мира) совпадает с Площадью Республики. Пересекает проспект Достык (бывшая проспект Ленина), улицы Байтурсынова (бывшая улица Космонавтов), Байзакова, Жандосова, Ауэзова, Жарокова, проспект Гагарина, улицы Розыбакиева, Тургут Озала (бывшая улица Баумана), Тлендиева (бывшая улица Ковалевской) и реку Большая Алматинка.
Протяженность = 7549 м.

## История
Улица Сатпаева сформировалась в 1960-х годах, когда город по генеральному плану начал застраиваться в юго-западном направлении, осваивая новые территории колхозов «Горный гигант», «Вторая пятилетка», и «им В. И. Ленина», вошедших в городскую черту. Строительство жилых домов и административных зданий велось организацией АДК, расположенной на западном конце улицы.
В 1920-50-х годах от Речки Весновка до Новой площади  пролегала взлётно посадочная полоса аэродрома.
В 1982 году часть улицы от улицы Ленина до улицы Мира получила название площадь имени Л. И. Брежнева, ныне площадь Республики.

## Происхождение названия
В марте 1964 года названа в честь Каныша Сатпаева (1899—1964), казахского советского ученого, геолога, академика АН СССР, первого президента Академии наук Казахской ССР. Ранее именовалась Университетской.

## Примечательные здания и сооружения
В советские годы на улице располагались с востока на запад: Дворец школьников, Центральный военный клинический госпиталь Министерства обороны СССР, стадион ЦСКА, ЦК Компартии Казахской ССР (ныне Акимат города), Казахский политехнический институт им. Ленина, Центральный стадион, средние школы № 23 имени Клочкова и № 22 имени Маяковского, Государственный музей искусств Казахстана имени А. Кастеева, Казахский республиканский банк Госбанка СССР (ныне Национальный Банк Казахстана), НИИ экономики и организации сельского хозяйства, «Алматинский домостроительный комбинат», многоквартирные жилые дома, предприятия торговли, общественного питания.
В начале 2000-х годов были построены гостиницы «Астана», Rahat Palace, также бизнес-комплекс «Almaty Towers» и многоэтажные жилые комплексы «Звезда Востока», «Тенгиз Тауэрс», «Симфония». На месте крупнейшего предприятия «Алматинский домостроительный комбинат» в 2011 году открылся торгово-развлекательный комплекс «ADK».

## Транспорт
На улице проходят многие троллейбусные и автобусные маршруты.

## Троллейбус
- 6: Ж/д вокзал Алматы 2, ул. Абылай хана, ЦУМ, ул. Абая, ул. Ауэзова, ул. Сатпаева, ТРК Адк, ул. Щепеткова, ул. Шаляпина, мкр-ны 8,9,10,10А,11,12, ул. Алтынсарина, ТЮЗ им. Н.Сац, ул. Саина, мкр Мамыр 1,2,3,6,7, мкр Школьный, ул. Момышулы, мкр. Жетысу-2, мкр. Жетысу-3, ул. Жубанова, рынок «Арыстан», мкр. Аксай-4, Аксай-5, ул. Маречека, конечная мкр. Аксай-3.
- 7: Ж/д вокзал Алматы 1, ул. Сейфуллина, КОУ, ул. Курмангазы, ул. Байтурсынова, ул. Тимирязева, ул. Ауэзова, ул. Габдуллина, ул. Манаса, «Атакент» (ВДНХ).

## Галерея
- Памятник «Тәуелсіздік таңы» (2006, Рассвет свободы), посвящённый декабрьским событиям 1986 года
- Казахский национальный исследовательский технический университет имени Сатпаева
- Жилой комплекс на Сатпаева у речки Есентай
- Государственный музей искусств Казахстана имени А. Кастеева
- Здание Нацбанка Республики Казахстан
- Высотки Almaty Towers на Сатпаева, на переднем плане — автомобильная развязка
- ТРК ADK на Сатпаева/Тлендиева